# Ramón Recasens Miret
Ramón Recasens Miret fue un activista anarquista catalán —sus apellidos también son citados como Requesens y Muset—, conocido como "El Maño". Militó en Sabadell, Barcelona, Cataluña.

## Biografía y actividades
Panadero de profesión y originario de un pueblo de Lérida, el 7 de septiembre de 1918 fue detenido con otros compañeros (Domingo Gil, José Carreras, Joaquín Bayona, Ramón Ayxelà y Juan Plaza) durante la huelga de panaderos de Barcelona. El 30 de noviembre de 1920 fue deportado a bordo del buque Giralda a la fortaleza de la Mola de Mahón (Menorca, Islas Baleares) con otros 36 militantes libertarios. Todavía en Menorca, en julio de 1921 fue procesado, con otros compañeros (Francisco Ferrer Giner, Pedro Ubach Sallés y Vicente Valls Rovira) por el asesinato de José Figueres Tolosa, patrón de una panadería, acaecido el 13 de abril de 1920 en Barcelona y en septiembre de 1921 fue reclamado por la Audiencia de Barcelona para procesarlo por los disturbios de septiembre de 1919 a raíz de la huelga de panaderos.
Miembro de un grupo de acción, junto a otros compañeros (Marcelino Silva Vilasuso, Antonio Jiménez Martín, Francisco Cunyat Marcó, Manuel Ramos Alonso, Vicente Luero Lahoz, Antonio Mas Gómez, Carlos Anglès Corbella y Josep Francés Jorquès), el 1 de septiembre de 1922 asaltó el tren Madrid-Zaragoza-Alicante a su paso por el Poblenou de Barcelona, que llevaba la paga para los obreros del ferrocarril de los talleres del Campo de la Bota, consiguiendo un botín de 140.000 pesetas, dinero que fueron entregados en la su totalidad al Comité Pro-presos, el secretario era entonces Ramón Arín. Herido en el hombro izquierdo por un soldado del destacamento del Campo de la Bota mientras huía, tras unas semanas escondido en la barriada de Hostafrancs de Barcelona, consiguió pasar a Francia gracias al apoyo de su compañera María Camarasa, del médico Simón SolàGandía y otros militantes.
Baroja lo sitúa en el complot de la invasión anarcosindicalista de Vera de Bidasoa y Perpiñán para derrocar la Dictadura con otros compañeros venidos de Francia y que fue un absoluto fracaso. Después de una temporada en Perpiñán se instaló en París, donde las autoridades francesas el implicaron en la preparación del asalto del cuartel de las Atarazanas de Barcelona, el 6 de noviembre de 1924. El 11 de julio de 1925 participó, con Isidre Casals, Benito Castro y Joaquín Aznar Solanas (alias "El Negro"), en un golpe en la casa Harribey de Talence, cerca de Burdeos, pero fue detenido junto con los dos primeros. El 30 de octubre de 1925 fue juzgado por el Tribunal de la Gironda por asalto, robo y homicidio y fue condenado a muerte junto con Benito Castro; Isidre Casals fue condenado a trabajos forzados a perpetuidad. Ramon Recasens Miret fue guillotinado el 14 de enero de 1926 en Burdeos (Aquitania, Occitania). Benito Castro fue guillotinado el mismo día.